# Eugène Guillevic
Eugène Guillevic, que gustaba firmar simplemente como Guillevic (Carnac, Morbihan, 5 de agosto de 1907 – París, 19 de marzo de 1997 ) fue un poeta y escritor francés.

## Biografía
Eugène Alphonse Marie Guillevic nació en la región francesa de Bretaña. Su padre fue primero marinero y más tarde policía. La familia se trasladó varias veces de localidad; en 1909 marchó a Jeumont (Norte); en 1912 recaló en Saint-Jean-Brévelay (Morbihan), para terminar en Ferrette (Alto Rin) en 1919.
Después de graduarse en Ciencias, en 1916, con apenas 19 años superó el examen para acceder a la Administración registral como funcionario. En 1935 trabajó para la Dirección General del Ministerio de Economía, Finanzas e Industria. Entre 1945 y 1947 fue asesor en los ministerios de Francis Billoux (Economía nacional) y Charles Tillon (Reconstrucción). Tras la destitución de los ministros comunistas, regresó a la Inspección General de Economía, donde elaboró decenas de informes y estudios sobre economía y planificación económica. Se jubiló en 1967.
Fue amigo del poeta Jean Follain, que lo introdujo en el grupo Sagesse y luego perteneció a la llamada Escuela de Rochefort. Católico practicante en su juventud, durante la Guerra civil española se hizo simpatizante del partido comunista e incluso en 1942 llegó a afiliarse al Partido Comunista Francés, en la estela de Paul Éluard. Participó en las ediciones de la prensa clandestina, junto a Éluard, Pierre Seghers o Jean Lescure.
Su poesía es concisa, directa, pero áspera y amarga; por otra parte se ha dicho que es una poesía generosa, incluso sugerente. Su poesía también se caracteriza por su rechazo a las metáforas, en el sentido de que prefiere las comparaciones que consideraba menos engañosas.

## Premios
- 1976 Premio de Poesía de la Academia Francesa
- 1984 Premio Nacional de Poesía
- 1988 Premio Goncourt de poesía

## Obras
- L'Expérience Guillevic (1923–1938), 1994.
- Requiem, 1938 (seis poemas inéditos)
- Terraqué, Gallimard, París, 1942.
- Elégies, con una litografía de Jean Dubuffet, Le Calligraphe, París, 1946.
- Fractures, Éditions de Minuit, colección L'Honneur des poètes, París, 1947.
- Exécutoire, Gallimard, París, 1947.
- Gagner, Gallimard, París, 1949.
- Terre à bonheur, Seghers, París, 1952.
- 31 sonnets, con prólogo de Louis Aragon, Gallimard, París, 1954.
- Carnac, Gallimard, París, 1961.
- Sphère, Gallimard, París, 1963.
- Avec, Gallimard, París, 1966.
- Euclidiennes, Gallimard, París, 1967.
- Ville, Gallimard, París, 1969.
- Paroi, Gallimard, París, 1970.
- Encoches, Editeurs français réunis, París, 1970.
- Inclus, Gallimard, París, 1973.
- Du domaine, Gallimard, París, 1977.
- Étier, poèmes 1965-1975, Gallimard, París, 1979.
- Autres, poèmes 1969-1979, Gallimard, París, 1980.
- Trouées, poèmes 1973-1980, Gallimard, París, 1981.
- Guitare, avec des bois en couleurs de Gérard Blanchet, Les Bibliophiles de France, 1982.
- Requis, poèmes 1977-1982, Gallimard, París, 1983 (ISBN 2070267385).
- Timbres, Ecrits des Forges, Trois-Rivières, 1986 (ISBN 2890460983).
- Motifs, poèmes 1981-1984, Gallimard, París, 1987 (ISBN 2070711102).
- Creusement, poèmes 1977-1986, Gallimard, París, 1987 (ISBN 2070711099).
- Qui, L'Instant perpétuel, Ruan, 1987.
- Art poétique, poème 1985-1986, Gallimard, París, 1989 (ISBN 2070717283).
- Le Chant, poème 1987-1988, Gallimard, París, 1990 (ISBN 207072123X).
- Impacts, Deyrolle Editeur, Cognac, 1990 (ISBN 2908487012).
- Maintenant, poème 1986-1992, Gallimard, París, 1993 (ISBN 2070733424).
- Possibles futurs, poèmes 1982-1994, Gallimard, París, 1996 (ISBN 2070745678).
- Proses ou Boire dans le secret des grottes, Fischbacher, París, 2001 (edición de Lucie Albertini-Guillevic y Jérôme Pellissier). (ISBN 9782717900262).
- Quotidiennes, poèmes 1994-1996, Gallimard, París, 2002.
- Présent, poèmes 1987-1997, Gallimard, París, 2004 (ISBN 2070770214).
- Pas si bêtes'!, Seghers Jeunesse, 2004, (ISBN 2232122530).
- Relier, poèmes 1938-1996, Gallimard, París, 2007 (edición de Lucie Albertini-Guillevic), 810 p. (ISBN 978-2-07-078514-8).
- Humour blanc et autres fabliettes, Seghers Jeunesse, 2008 (ISBN 9782232123016).